# Emhulta göl
Emhulta göl är en sjö i Vetlanda kommun i Småland och ingår i Emåns huvudavrinningsområde. Sjön är 4,8 meter djup, har en yta på 0,023 kvadratkilometer och är belägen 128 meter över havet.